# Gnathia oxyuraea
Gnathia oxyuraea är en kräftdjursart som först beskrevs av Wilhelm Lilljeborg 1855.  Gnathia oxyuraea ingår i släktet Gnathia och familjen Gnathiidae. Inga underarter finns listade i Catalogue of Life.